# Коллекция автомобилей Брежнева

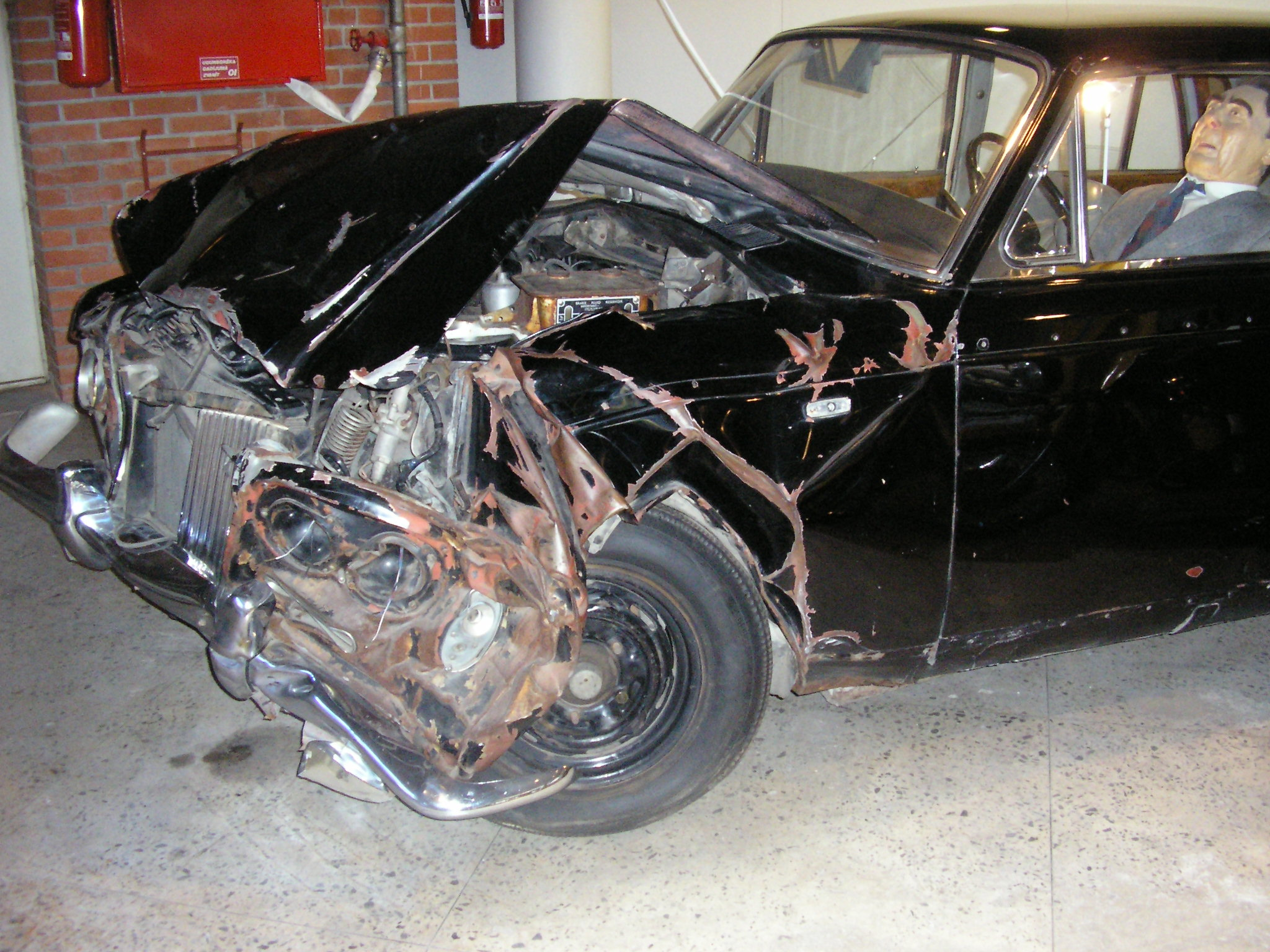
Разбитый водителем ГОНа «Роллс-Ройс Серебряная Тень» сохранился в рижском автомузее

Автомобили Брежнева — коллекция автомобилей, подаренных Генеральному секретарю ЦК КПСС Л. И. Брежневу. Данное собрание насчитывало по разным источникам от 49 до 324 единиц.
По воспоминаниям современников, Леонид Ильич Брежнев имел страсть к автомобилям и быстрой езде и любил ездить на автомобилях из своей коллекции. Известны случаи, когда он своим лихачеством подвергал опасности жизни иностранных руководителей.
Автомобили хранились в кремлёвском Гараже особого назначения (ГОН) и на даче Л. И. Брежнева в Заречье (Подмосковье) и Крыму. После смерти Генерального секретаря коллекция была раздроблена и распродана.

## Коллекция
В отличие от стран Запада, в СССР коллекционирование автомобилей было редчайшим явлением. Кроме того, владение автомобилем производства капиталистических стран, которые составляли большую часть коллекции Л. И. Брежнева, само по себе было среди советских граждан крайне редким исключением. Официально, для открытой продажи, они в страну не поставлялись. Формально многие из автомобилей коллекции принадлежали не лично Л. И. Брежневу, а аппарату ЦК, но делались именно для него.
По воспоминаниям личного телохранителя Л. И. Брежнева Владимира Медведева, большое количество дарившихся Генсеку автомобилей объясняется тем, что о необходимости автоподарка МИД СССР заранее договаривался с властями страны, куда готовился визит.

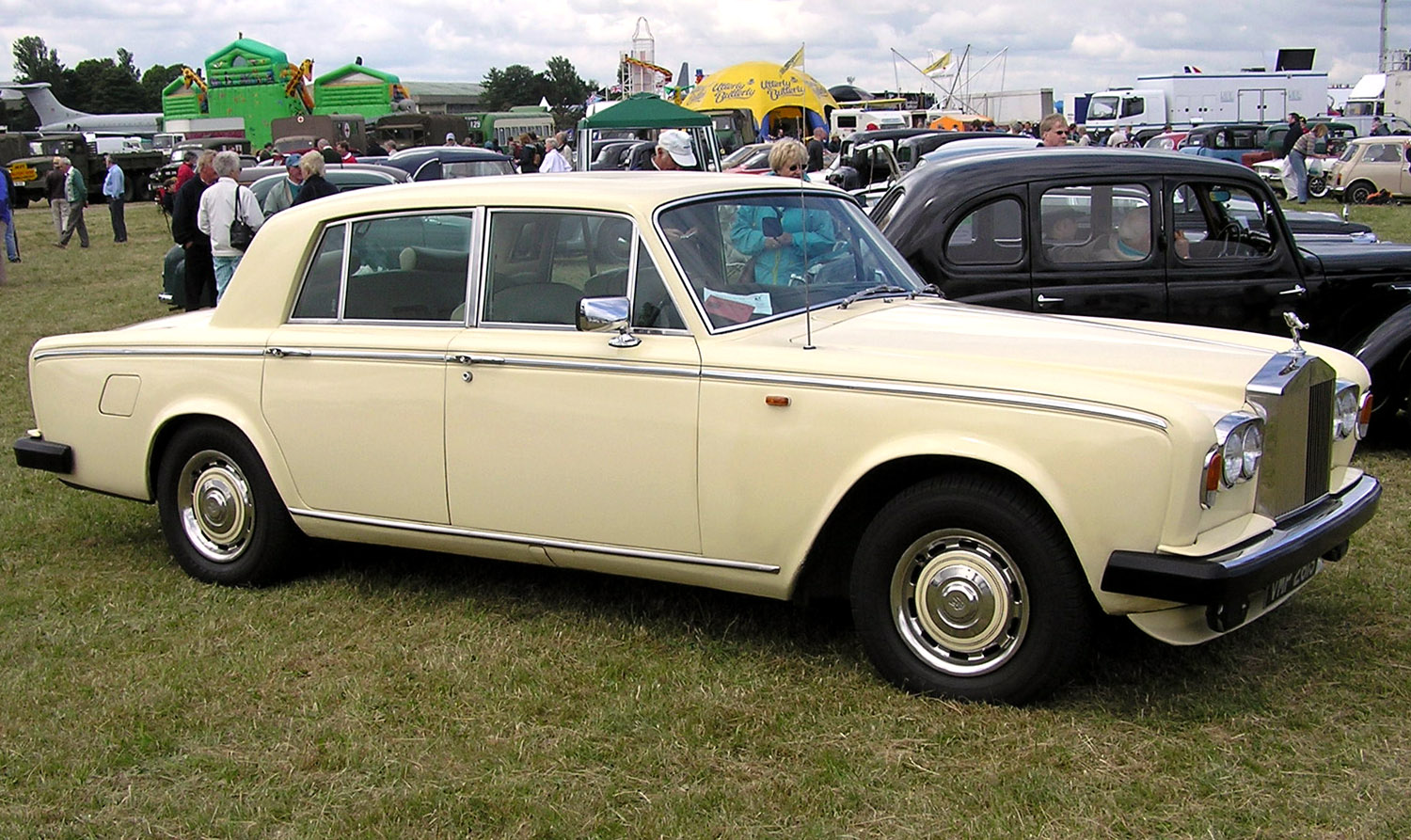
Такой же Роллс Ройс принадлежал Л. И. Брежневу

Известны следующие автомобили из коллекции Брежнева:
- «Chevrolet Bel Air» (1955, США). Кузов купе. Был подарен Л. И. Брежневу Н. С. Хрущёвым. Впоследствии Л. И. Брежнев подарил его своей дочери Галине. В настоящее время находится в Днепропетровске.[6]
- «Opel Kapitän» L (1960, ФРГ). Был подарен Л. И. Брежневу дочерью Галиной и её мужем.
- «Chrysler 300» (1966, США). В 1986 году с киностудии имени Максима Горького была куплена Эжиевым Мухарбеком Исмаиловичем, проживавшим на тот момент в Северо-Осетинской АССР. В 1992 году во время Осетино-Ингушского конфликта была сожжена мародёрами после безуспешной попытки угона. Единственное, что осталось от этой машины, — это ключи и документы[источник не указан 1436 дней].
- «Maserati Quattroporte» (1968, Италия). Был подарен Л. И. Брежневу руководством итальянской Компартии[1]. Это четырёхдверный седан с двигателем V8 мощностью 290 л. с. Максимальная скорость 250 км/ч.
- «Mercedes-Benz 600 Pullman (W100)» (1969, ФРГ). Кузов «пульман-лимузин» (шесть дверей). Подарен канцлером ФРГ Вилли Брандтом. Это очень редкая модель, изготовленная всего в семи экземплярах[1]; шестидверных же было всего два (второй достался императору Японии). В 2008 году продан коллекционеру из Германии за 103600 евро[8].
- «Mercedes-Benz 500 SL» (ФРГ). Во время поездки в ФРГ Л. И. Брежневу был вручён спортивный двухместный «Мерседес» синего цвета. Леонид Ильич тут же опробовал его в деле, совершив длительную поездку. Генсек остался доволен «Мерседесом», но отметил, что ему бы больше подошёл более коммунистический цвет — красный. Хозяева прислушались к пожеланию и заменили синий «Мерседес» красным[источник не указан 1436 дней].
- «Cadillac Fleetwood» (1971, США). Этот чёрный «Кадиллак» был подарен Ричардом Никсоном в 1971 году. На этом автомобиле Л. И. Брежнев катал Госсекретаря США Генри Киссинджера во время визита последнего в СССР в 1972 году.
- «Cadillac Eldorado» (1972, США). Кузов купе. В мае 1972 года ожидался визит Президента США Ричарда Никсона в Москву. Накануне поездки посол СССР в США Анатолий Добрынин приватно сообщил Никсону: «Леониду Ильичу очень хотелось бы получить в подарок автомобиль „Кадиллак Эльдорадо“». Автомобиль изготовили по специальному заказу за три дня. На четвёртый день «Кадиллак» для Л. И. Брежнева был доставлен в Москву транспортным самолётом американских ВВС.[1]
- «Lincoln Continental» (1973, США). Кузов 4х дверный[9] седан. Голубого цвета с чёрным виниловым верхом. Подарен Ричардом Никсоном в Кэмп-Дэвиде от лица американских бизнесменов. Во время визита Никсона в Москву в 1972 году Л. И. Брежнев увидел президентский «Линкольн» и воскликнул: «А можно и мне такой же? Только обычный, конечно». По просьбе Никсона американские бизнесмены приобрели для Генсека автомобиль стоимостью $10000 (в ценах 1973 г.)[1]. Автомобиль был вручён Л. И. Брежневу на следующей встрече лидеров двух стран. Никсон вспоминал:

Я сделал ему официальный подарок — тёмно-голубой «Линкольн-Континенталь» индивидуальной сборки с чёрной велюровой обивкой салона. На приборной доске надпись: «На добрую память. Самые лучшие пожелания»
По воспоминаниям охранников Л. И. Брежнева, это был его любимый автомобиль. На этом автомобиле состоялась знаменитая поездка двух лидеров.
- «Nissan President» (1973, Япония). Первый экземпляр этой модели стал служебным автомобилем Премьер-министра Японии, а второй в качестве подарка изготовили специально для Л. И. Брежнева. Именно за рулём этого автомобиля Генсек однажды прокатил по Москве Президента США Ричарда Никсона и Госсекретаря США Генри Киссинджера[1][10]. После смерти Л. И. Брежнева достался в наследство его дочери Галине, которая вскоре продала его настоятелю Почаевской Лавры. Позднее от настоятеля перешёл к Патриарху Пимену[1][10]. По другим источникам, этот «Ниссан» с самого начала был автомобилем патриархата, так как был подарен японцами не Генсеку, а именно Пимену. В 1992 году автомобиль был куплен Борисом Лахметкиным. Продавался на 3-м Всероссийском салоне редких и экзотических автомобилей за $160 000[10].
- «Rolls-Royce Silver Shadow» (1968, Великобритания). Подарен в 1968 году Л. И. Брежневу американским предпринимателем Армандом Хаммером. По утверждению «Новой Газеты», в мире существовало лишь пять таких автомобилей.[1]
- «Rolls-Royce Silver Shadow» (1974, Великобритания). Подарен в 1974 году королевой Великобритании Елизаветой II. Разбит водителем ГОНа во время перегона в 1980 году при столкновении с грузовиком на подмосковной дороге.[11] В настоящее время хранится в автомузее г. Рига (латыш. Rīgas motormuzejs).
- «Rolls Royce Silver Wraith»-II (1979, Великобритания). Кузов седан. На этой машине Леонид Ильич любил ездить на охоту. Находился во владении Эдуарда Тенякова до 2012 года, последующая судьба автомобиля неизвестна.[12]
- «Citroën SM» (1971, Франция). Подарен Л. И. Брежневу президентом Франции Жоржем Помпиду. Автомобиль имел инжекторный двигатель Maserati V6 (188 л. с.). Прокатившись на новом подарке, Л. И. Брежнев сказал: «Ситроён, тесноват, и хвалённый итальянский движок больно шумный»[источник не указан 1436 дней]. В октябре 1983 года Citroën был передан Московскому автомобильно-дорожному институту с номерным знаком Р8138МТ. С 1998 года находится в Нидерландах.
- ГАЗ-13 «Чайка» (1965, СССР). В 1976 г. Л. И. Брежневу подарили новую «Чайку», ГАЗ-14, а старая «Чайка» была подарена Председателю одного из колхозов Куйбышевской области. В настоящее время находится в Самарской области.[13]
- ГАЗ-14 «Чайка» (1976, СССР). Первая же «Чайка», выпущенная в декабре 1976 года, была подарена лично Леониду Брежневу в честь его 70-летия. Интересно, что за исключением тёмно-вишнёвой брежневской, все остальные «Чайки» красили только в чёрный цвет.[13][14]. В настоящее время эта «Чайка» находится в Германии и выставлена на продажу.
- ГАЗ-3102 «Волга» (1982, СССР). Подарена коллективом Горьковского автозавода к дню Победы 9 мая. Эта 3102 была укомплектована двигателем V8 и АКПП. Это был последний автомобиль, подаренный Леониду Иличу.

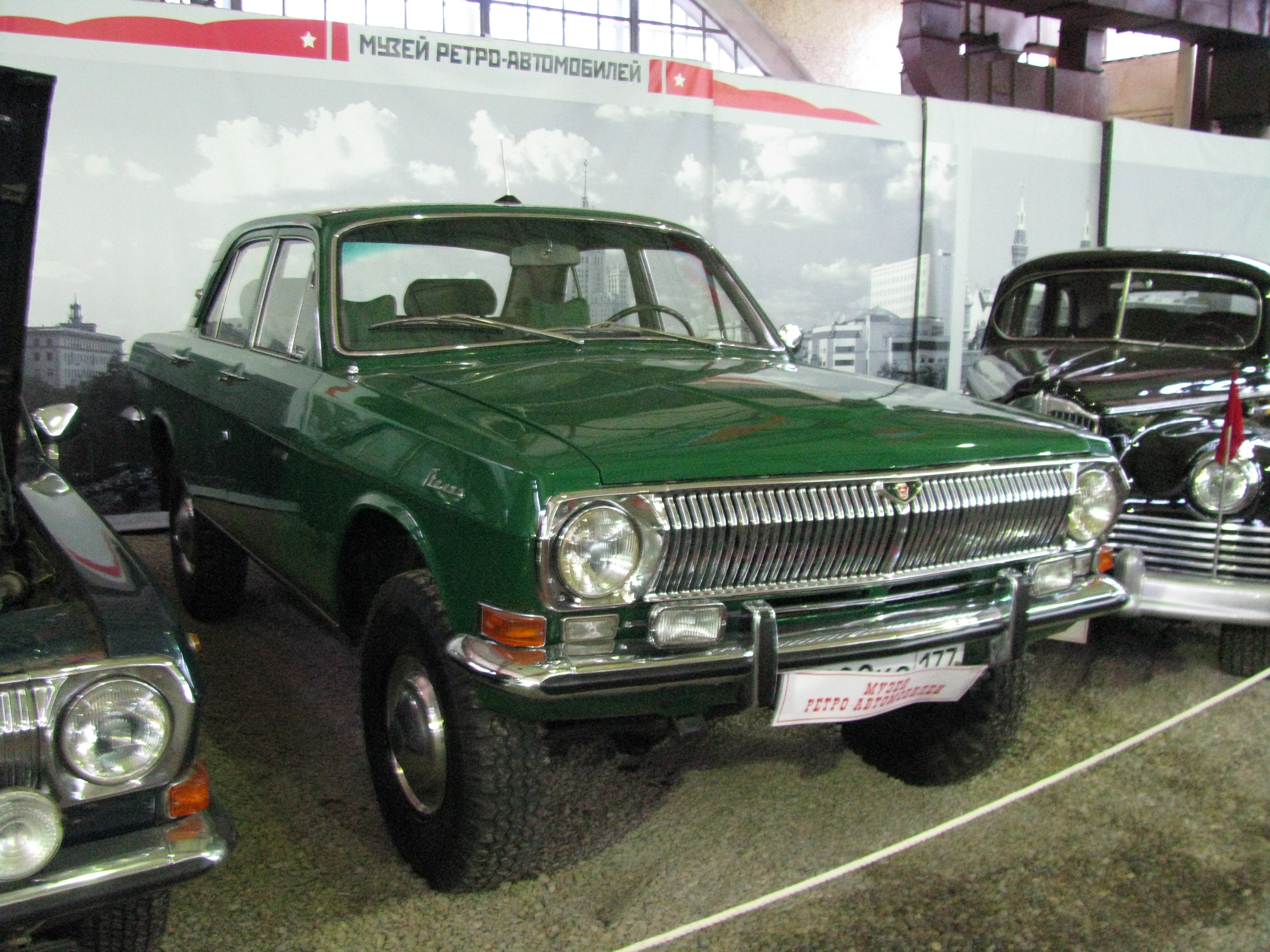
«Волга» ГАЗ-24-95, принадлежавшая Брежневу

- ГАЗ-24-95 «Волга» (1974, СССР). Опытная полноприводная версия серийной «Волги», которая была передана в охотничье хозяйство Завидово. На ней Леонида Ильича часто возили на охоту. На сегодняшний день этот автомобиль является экспонатом московского музея ретро-автомобилей.[15]
- ЗИЛ-115, бронированный (СССР). Уничтожен по указанию М. С. Горбачёва. Сиденья от этого автомобиля уцелели и хранятся в Ломаковском музее.
- ЗИЛ-4105, бронированный (СССР)[16]
- Также встречаются упоминания автомобилей «Ягуар», «Порше» и других марок[3].

После смерти Л. И. Брежнева коллекция была конфискована у его семьи и раздроблена. Из воспоминаний его дочери Галины:
Папу награждали решением Политбюро, ЦК. Да ну и что, что он любил ордена? Ведь это безобидная причуда. Он же не квартиры и дачи присваивал, да и заграничных счетов у него не было… А что ордена — так это ведь самый дешёвый способ отблагодарить человека, который так много сделал для страны. Почти все потом же и забрали. Не постыдились издавать по этому случаю указы. Первым изъяли орден Победы. По стоимости этот орден был самый дорогой: там много бриллиантов, рубины… Отобрали все ценности, которые папе дарили. Всю коллекцию оружия отобрали, когда ещё папино тело не остыло. Отобрали все машины. Даже квартиру опечатали — потом там почти все пропало. Отобрали все ценное — все, что блестит…
Не совсем ясно, что Г. Брежнева понимает под словом «отобрали», так как многие из машин коллекции находились в собственности аппарата ЦК КПСС, а не лично Леонида Ильича или его семьи.

## Лихачество
Л. И. Брежнев научился водить автомобиль в годы Великой Отечественной войны, любил быструю езду. Став Генеральным секретарём, он лихачил на освобождённых от другого транспорта участках шоссе.

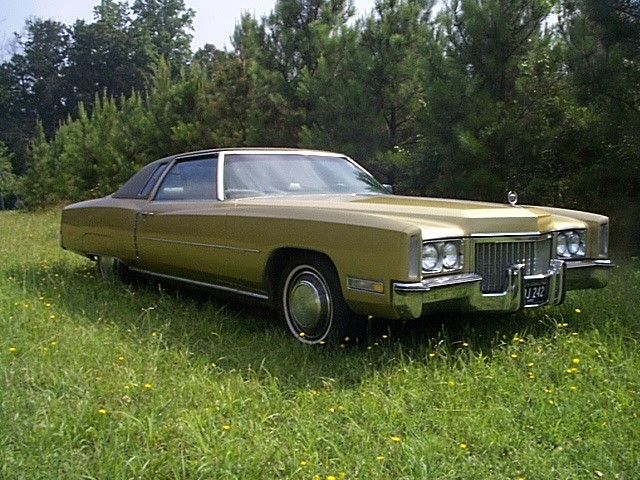
На похожей машине Л. И. Брежнев ехал с Киссинджером

Своей рискованной ездой Леонид Ильич несколько раз шокировал иностранных политиков, оказавшихся с ним в машине. Генри Киссинджер так описал один из этих случаев:
«Однажды он подвёл меня к чёрному „Кадиллаку“, который Никсон подарил ему год назад по совету Добрынина. С Брежневым за рулём мы помчались на большой скорости по узким извилистым сельским дорогам, так что можно было только молиться, чтобы на ближайшем перекрёстке появился какой-нибудь полицейский и положил конец этой рискованной игре. Но это было слишком невероятно, ибо здесь, за городом, если и имелся дорожный инспектор, он вряд ли бы осмелился остановить машину Генерального секретаря партии. Быстрая езда окончилась у причала. Брежнев разместил меня на катере с подводными крыльями, который, к счастью, он вёл не самостоятельно. Но мне казалось, что он должен побить тот рекорд скорости, установленный генсеком во время нашей поездки на автомобиле».

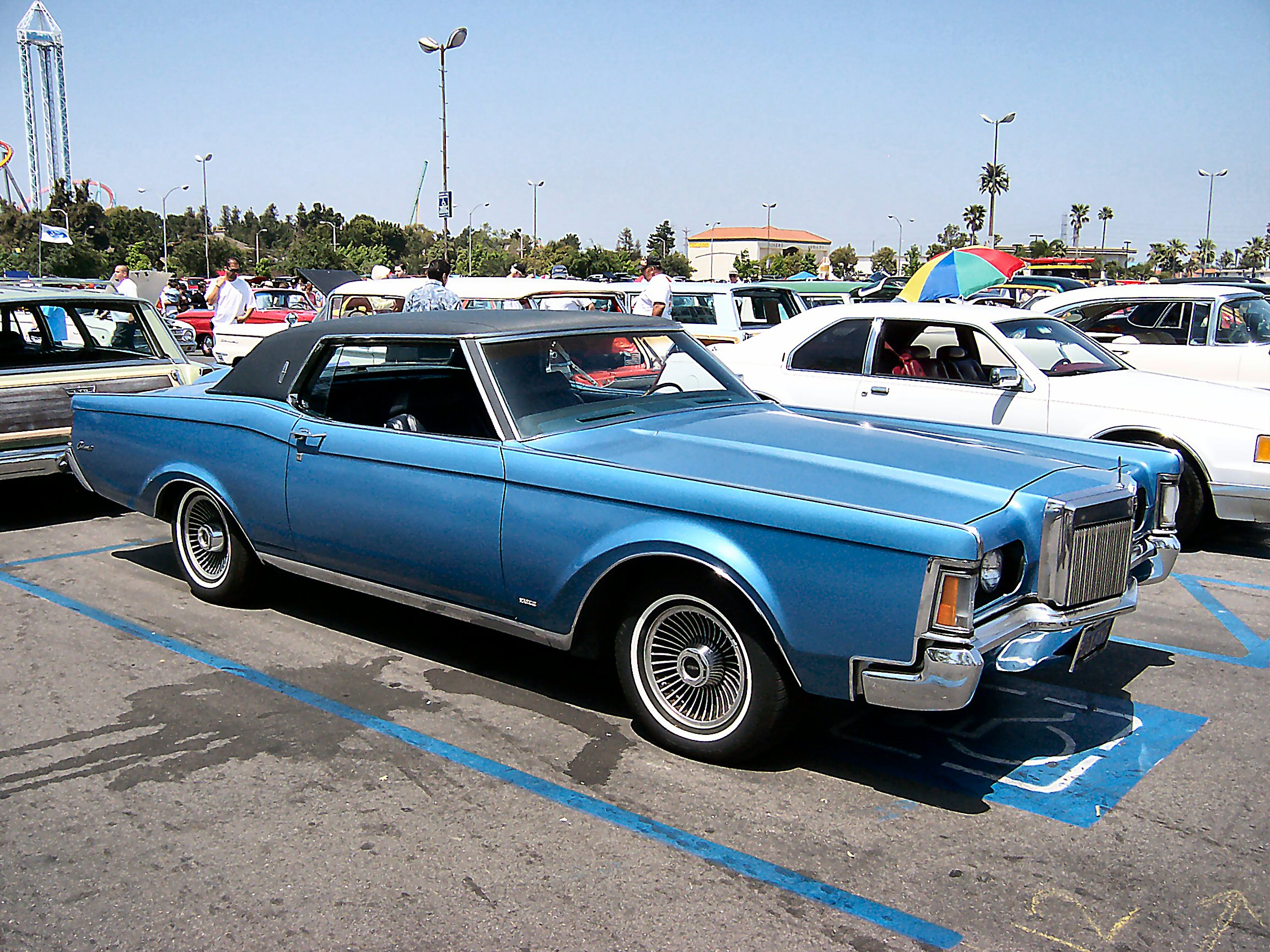
Примерно на такой машине Брежнев катал Никсона в Кэмп-Дэвиде

Аналогичным воспоминанием делится Ричард Никсон:
«Я сделал ему официальный подарок на память о его визите в Америку — темно-голубой „Линкольн-Континенталь“ индивидуальной сборки. На приборной панели была выгравирована надпись: „На добрую память. Самые лучшие пожелания“. Брежнев коллекционировал роскошные автомобили и поэтому не пытался скрыть своего восхищения. Он настоял на том, чтобы немедленно опробовать подарок. Он сел за руль и с энтузиазмом подтолкнул меня на пассажирское сиденье. Глава моей личной охраны побледнел, когда увидел, что я сажусь вовнутрь. Мы помчались по одной из узких дорог, идущих по периметру вокруг Кэмп-Дэвида. Брежнев привык беспрепятственно продвигаться по центральным улицам Москвы, и я мог только воображать, что случится, если джип секретной службы или морских пехотинцев внезапно появится из-за угла на этой дороге с односторонним движением. В одном месте был очень крутой спуск с ярким знаком и надписью: „Медленно, опасный поворот“. Даже когда я ехал здесь на спортивном автомобиле, я нажимал на тормоз, чтобы съехать с дороги вниз. Брежнев ехал со скоростью более 50 миль (80 км) в час, когда мы приблизились к спуску. Я подался вперёд и сказал: „Медленный спуск, медленный спуск“, но он не обратил на это внимания. Мы достигли конца спуска, пронзительно завизжали покрышки, когда он резко нажал на тормоза и повернул. После нашей поездки Брежнев сказал мне: „Это очень хороший автомобиль. Он отлично идёт по дороге“. „Вы великолепный водитель, — ответил я. — Я никогда не смог бы повернуть здесь на такой скорости, с которой вы ехали“. Дипломатия — не всегда лёгкое искусство».